# Wan Hu

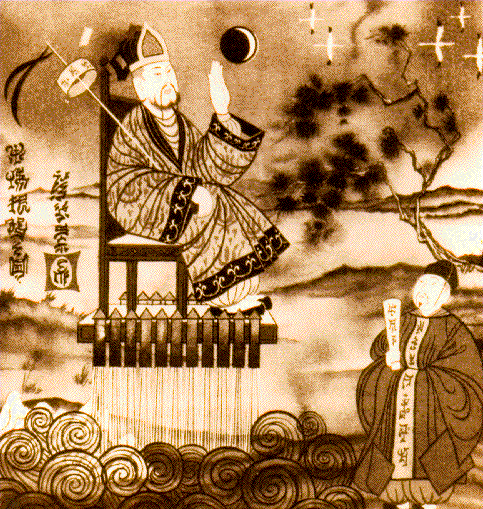
Wan Hu

Wan Hu ist ein legendärer chinesischer Mandarin, der der Sage nach um 1500 auf einem Stuhl oder einem Kastendrachen, an dem 47 Feuerwerksraketen befestigt waren, in den Himmel fahren wollte. Bei der Zündung der Raketen soll es zu einer Explosion gekommen sein, bei der Wan Hu ums Leben kam. Der Mondkrater Wan-Hoo auf der erdabgewandten Seite des Mondes ist nach ihm benannt.

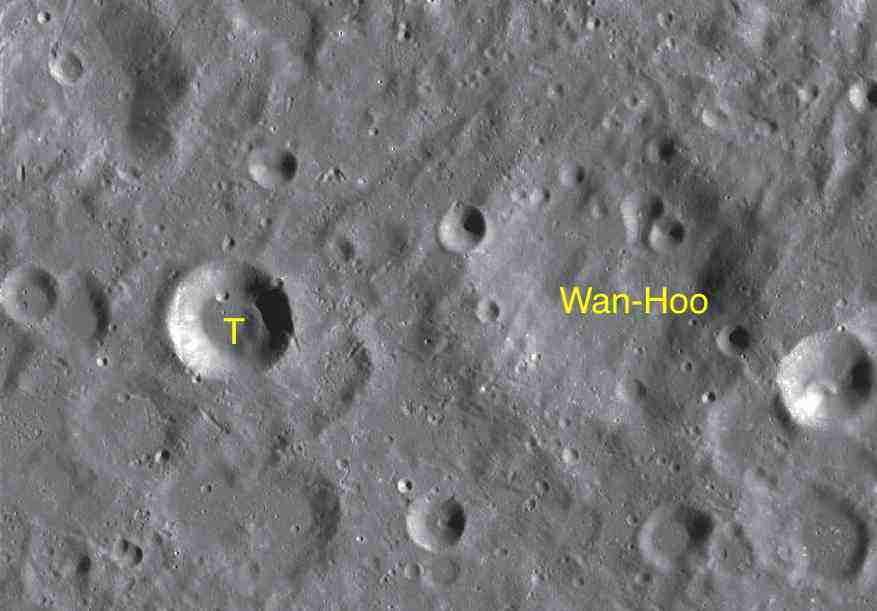
Mondkrater Wan-Hoo

Die Geschichte wurde 1929 von Willy Ley in seinem Buch Die Fahrt ins Weltall kolportiert und erlangte große Verbreitung. In einer früheren Version hieß der Mandarin Wang Tu und lebte um 2000 v. Chr. Der Wissenschaftshistoriker und Sinologe Joseph Needham vermutet den Ursprung der Sage in der Zeit der Chinoiserie.